# Fernando Peyroteo
Fernando Baptista de Seixas Peyroteo de Vasconcelos (* 10. März 1918 in Humpata, Angola; † 28. November 1978 in Lissabon) war ein portugiesischer Fußballspieler. Peyroteo ist einer der bedeutendsten Stürmer in der portugiesischen Fußballgeschichte.

## Laufbahn

### Vereinsmannschaften
Seine Karriere startete er bei Sporting Luanda in Angola, ehe er im Alter von 19 Jahren zu Sporting Lissabon kam. Dort bildete er mit Jesus Correia, Manuel Vasques, Albano und José Travassos die sogenannten „Cinco Violinos“ („Fünf Violinen“). Nach zwölf Jahren bei Sporting wechselte er im Jahre 1949 zum Stadtrivalen Belenenses Lissabon. Dort wurde er jedoch nicht glücklich und beendete nach einer Saison seine  aktive Fußballerkarriere, um Trainer zu werden.
1961 übernahm er kurzzeitig in Nachfolge von Armando Ferreira die Position des Nationaltrainers. In seinem ersten Spiel, einem Qualifikationsspiel zur Weltmeisterschaft 1962 am 8. Oktober 1961, verlor Portugal gegen Luxemburg mit 2:4. Dabei gab Eusébio sein Debüt, blieb aber ohne Tor. Zwei Wochen später unterlag Peyroteo mit Portugal im Londoner Wembley-Stadion im letzten Qualifikationsspiel mit 0:2 gegen England, womit sich die Gastgeber qualifizierten. Das war gleichzeitig das Ende seiner Zeit als Nationaltrainer. Er wurde durch seinen Vorgänger ersetzt.

### Nationalmannschaft
Für die portugiesische Nationalmannschaft bestritt er in seiner Karriere nur 20 Spiele, wobei es in der damaligen Zeit weniger Länderspiele gegeben hatte. Dabei erzielte er 15 Tore. Sein erstes Länderspiel war ein 1:1-Unentschieden gegen Deutschland am 14. April 1938. Sein Letztes am 20. März 1949 gegen Spanien endete ebenfalls 1:1.

## Trivia
- Mit 331 Toren in nur 197 Spielen ist er der Rekordtorschütze der ersten portugiesischen Liga.
- Er hat einen Schnitt von 1,68 Toren pro Spiel.